# Rechnungslegung
Rechnungslegung ist 
- die Information über Lage und Entwicklung eines Unternehmens sowie
- die Rechenschaft über die Verwendung von finanziellen Mitteln.

Personen, die im weitesten Sinne treuhänderische Aufgaben wahrnehmen oder die Geschäfte anderer Personen besorgen, wie zum Beispiel Treuhänder, Verwalter von Wohneigentum (§ 28 WoEigG) oder Betreuer, haben mit Hilfe der Rechnungslegung zu informieren und Rechenschaft abzulegen. Dieses geschieht oft durch eine Gegenüberstellung von Einnahmen und Ausgaben.
Das als Rechnungslegung bezeichnete externe Rechnungswesen ist ein Teilgebiet des Rechnungswesens. Es dient den externen Rechnungslegungsadressaten als Informationsquelle und Entscheidungshilfe sowie der Dokumentation und Rechenschaftsablegung. Ferner kann es der Bemessung des Gewinnverteilungsrahmens und von Ansprüchen, wie zum Beispiel dem Steueranspruch des Staates, dienen. Im Gegensatz zu ihm unterstützt das interne Rechnungswesen interne Entscheidungsträger bei der Selbstinformation und Organisationssteuerung. 
Die Rechnungslegung informiert mit Dokumenten, wie zum Beispiel dem Jahresabschluss und dem Lagebericht, die ihre Ergebnisse zusammenfassen. Diese werden mit Hilfe von Rechenwerken des Rechnungswesens, wie der Buchführung, erstellt. Die Rechnungslegung erfolgt nach veröffentlichten, allgemein anerkannten Regeln in der Form von Gesetzen oder Rechnungslegungsstandards. Soweit sie die Rechnungslegung nach doppelter Buchführung regeln, werden diese auch Bilanzrecht genannt. Um den Rechnungslegungsadressaten als Entscheidungsgrundlage zu dienen, soll sie Aussagen über vergangene Entwicklungen, vorhandenes Vermögen und künftige Chancen und Risiken machen. Zur Erhöhung ihrer Glaubwürdigkeit wird die Rechnungslegung oft von unabhängigen Prüfern geprüft.

## Ziele und Adressaten
Ein sehr wichtiges Ziel der Rechnungslegung ist es, die Rechnungslegungsadressaten zu informieren. Bei Unternehmen sind dies die Eigentümer, Gläubiger, Arbeitnehmer, Lieferanten, Kunden, der Staat und weitere Stakeholder. Da diese von der wirtschaftlichen Entwicklung des Unternehmens beeinflusst werden, selbst jedoch nur wenige Informationen über das Unternehmen haben, soll die Rechnungslegung dieses Informationsungleichgewicht teilweise ausgleichen. Ihre Informationen sollen die Adressaten bei ihren Entscheidungen unterstützen. Bei vielen Rechnungslegungssystemen stehen die Informationsbedürfnisse der Kapitalgeber, also der Eigentümer und der Gläubiger eines Unternehmens, im Vordergrund. Neuere empirische Rechnungslegungsforschung betont allerdings auch die Bedeutung der externen Rechnungslegungsinformationen für interne Rechnungslegungsadressaten, wie die Mitarbeiter eines Unternehmens.
Neben der Information werden mit der Rechnungslegung oft noch gleichzeitig andere Zwecke verfolgt. So dient sie in vielen Ländern der Rechenschaftslegung des Managements gegenüber den Eigentümern, der Bemessung des Rahmens für die Gewinnausschüttung und der steuerlichen Gewinnermittlung.

## Verfahren
Die Rechnungslegung informiert ihre Adressaten mit einem oder mehreren Dokumenten, in denen finanzielle und sonstige auf das wirtschaftliche Handeln bezogene Informationen in zusammengefasster Form dargestellt werden. Diese werden mit Rechenwerken, wie der Buchführung, gesammelt und zusammengefasst. Die drei gebräuchlichsten Verfahren zur Sammlung, Zusammenfassung und Präsentation der finanziellen Informationen sind die doppelte Buchführung, die Kameralistik und die Einnahmenüberschussrechnung. Bei größeren Unternehmen und bei Konzernen ist die doppelte Buchführung das dominierende Verfahren. Auch viele größere Vereine und Stiftungen benutzen dieses Verfahren. Viele kleine Unternehmen und Vereine verwenden für ihre Rechnungslegung die Form einer Einnahmenüberschussrechnung. Zahlreiche Körperschaften des öffentlichen Rechts nutzen für die Rechnungslegung das Verfahren der Kameralistik. Andere, wie einige Städte und Gemeinden in Deutschland, setzen eine Form der doppelten Buchführung ein. Zu den oben genannten drei Verfahren der Rechnungslegung gibt es jeweils zahlreiche Varianten und Ausgestaltungen.
Die Rechnungslegung auf Basis der doppelten Buchführung informiert mit dem Jahresabschluss, Zwischenabschluss, Konzernabschluss sowie diese begleitenden Lageberichten. Typische Bestandteile der drei Abschlüsse sind die Bilanz, die Gewinn- und Verlustrechnung, die Gesamtergebnisrechnung, die Kapitalflussrechnung, der Eigenkapitalspiegel und der Anhang. Welche dieser Bestandteile der jeweilige Abschluss konkret enthält und ob er von einem Lagebericht begleitet wird, hängt unter anderem von der Größe, der Rechtsform, der Branche des Unternehmens bzw. der Organisation und von dem angewandten Rechnungslegungssystem, wie zum Beispiel den International Financial Reporting Standards (IFRS), einem nationalen Bilanzrecht oder einem Steuerrecht, ab. 
Die Ermittlung und Zusammenfassung der Informationen erfolgt mit Hilfe der Buchführung. Neben der Rechnungslegung dient die Buchführung gleichzeitig als Basis für das interne Rechnungswesen. In einigen Unternehmen ist die Buchführung Grundlage für die Rechnungslegung nach mehreren Rechnungslegungssystemen. So erstellen einige Unternehmen die Konzernrechnungslegung nach IFRS, den Einzelabschluss nach nationalen Bilanzrecht und eine Steuerbilanz nach Steuerrecht.

## Pflicht zur Rechnungslegung und Fristen
In Deutschland verpflichten das Handelsgesetzbuch (§ 238 Abs. 1 HGB), das Publizitätsgesetz und die Abgabenordnung Unternehmen zur Rechnungslegung. In Österreich werden Unternehmen durch das Unternehmensgesetzbuch und die Bundesabgabenordnung zur Rechnungslegung verpflichtet. In der Schweiz geschieht dies durch das Obligationenrecht. Bund, Länder und Gemeinden, werden in Deutschland und Österreich durch verschiedene Bundes- und Landesgesetze, wie zum Beispiel die Gemeindeordnungen der deutschen Bundesländer, zur Rechnungslegung verpflichtet.
In der Regel sind die gesetzlichen Vertreter eines Unternehmens, Vereins oder der Körperschaft des öffentlichen Rechts für die Rechnungslegung verantwortlich. Unternehmen sind verpflichtet einen Jahres-, Konzern- bzw. Zwischenabschluss zu einem bestimmten Datum, dem Bilanzstichtag, aufzustellen. Das Gesetz regelt die Fristen, innerhalb derer der Abschluss aufgestellt, geprüft, den Aufsichtsgremien vorgelegt und veröffentlicht werden muss.

## Prüfung
Da den Rechnungslegern wesentlich umfangreichere Informationen zur Verfügung stehen als den Rechnungslegungsadressaten, müssen diese sich auf die Richtigkeit der von jenen gemachten Angaben verlassen. Um die Richtigkeit zu gewährleisten und die Glaubwürdigkeit der Rechnungslegung zu erhöhen, wird diese oft durch unabhängige Prüfer überprüft.
In der Regel werden Unternehmen, die aufgrund ihrer Größe oder Geschäftstätigkeit bedeutend sind, gesetzlich verpflichtet, ihre Jahres- und Konzernabschlüsse durch Wirtschaftsprüfer prüfen zu lassen. Zusätzlich werden die Abschlüsse oft durch andere Institutionen geprüft. So prüfen zum Beispiel die Deutsche Prüfstelle für Rechnungslegung Abschlüsse deutscher Unternehmen und die United States Securities and Exchange Commission (SEC) die Abschlüsse von an US-amerikanischen Börsen gelisteten Unternehmen.
Die Finanzverwaltung prüft die Rechnungslegung unter steuerlichen Aspekten. Dies geschieht oft im Rahmen einer Außenprüfung.
Die Rechnungslegung von deutschen Körperschaften des öffentlichen Rechts wird von den Rechnungsprüfungsämtern und in einigen Fällen von Wirtschaftsprüfern überprüft. In Österreich werden die Gemeinden von den Gemeindeprüfungsämtern geprüft.

## Offenlegung
Da bei bedeutenden Unternehmen eine breite Öffentlichkeit ein Interesse an den Informationen des Rechnungswesens hat, verpflichten in vielen Ländern Gesetze und Börsenordnungen diese Dokumente ihrer Rechnungslegung der Öffentlichkeit zugänglich zu machen. Je nach Inhalt der Vorschriften erfolgt die Offenlegung durch Einreichung von Jahres- und Konzernabschlüssen zum Handelsregister und Veröffentlichung in bestimmten Medien, zum Beispiel im deutschen Bundesanzeiger. Viele Unternehmen stellen ihre Konzern- und Jahresabschlüsse innerhalb eines Geschäftsberichtes in gedruckter Form oder auf ihrer Internetseite, oft unter der Rubrik Investor Relations, zur Verfügung.
Da zahlreiche Abschlussadressaten die veröffentlichten Konzern- und Jahresabschlüsse mit IT-Anwendungen analysieren wollen, werden weltweit zunehmend Unternehmen verpflichtet ihre Abschlüsse elektronisch, in Form eines bestimmten Datenformates zu veröffentlichen beziehungsweise bestimmten Rechnungslegungsadressaten zur Verfügung zu stellen. Weltweit dominiert das XBRL Format, wobei je nach Rechnungslegungssystem unterschiedliche Taxonomien festgelegt wurden.
In Deutschland können Unternehmen ihre Abschlüsse im elektronischen Bundesanzeiger im XBRL Format veröffentlichen. Sie sind gemäß § 5b EStG jedoch verpflichtet ihre Steuerbilanz den Steuerbehörden als elektronischen Datensatz im XBRL Format (E-Bilanz) einzureichen.

## Rechnungslegungsvorschriften

### Niederlegung von Rechnungslegungsvorschriften
Art und Umfang der Rechnungslegung bestimmen Rechnungslegungsvorschriften. Hier gibt es grundsätzlich zwei Traditionen, die vom Rechtssystem der jeweiligen Länder abhängen:
1. Länder mit Case Law System haben Rechnungslegungsstandards.
2. Länder mit Code Law System haben grundsätzlich gesetzliche Vorschriften.

Die Länder der ersten Gruppe, zum Beispiel die USA und Großbritannien, haben nur rudimentäre gesetzliche Vorschriften zur Rechnungslegung. Die Rechnungslegungsvorschriften werden von staatlich autorisierten, privatrechtlich organisierten Rechnungslegungsgremien herausgegeben. Sie regeln einzelne Themengebiete mit einem relativ geringen Abstraktionsgrad.
Die Länder der zweiten Gruppe, zum Beispiel Deutschland, Österreich, Frankreich und Japan, haben die Rechnungslegung umfassend durch gesetzliche Vorschriften geregelt, die durch ihren hohen Abstraktionsgrad möglichst alle Problemstellungen abdecken wollen.
Um die Rechnungslegung von Unternehmen international vergleichbar zu machen, veröffentlicht das International Accounting Standards Board (IASB), ein Rechnungslegungsgremium einer US-amerikanischen Stiftung, die International Financial Reporting Standards (IFRS). Diese Rechnungslegungsstandards umfassen die Standards der Vorgängerorganisation IASC, werden kontinuierlich weiterentwickelt und stehen in der Tradition der am Case Law orientierten United States Generally Accepted Accounting Principles (US-GAAP). In vielen Ländern sind diese Vorschriften Grundlage der Rechnungslegung von kapitalmarktorientierten Unternehmen. Diese werden in den jeweiligen Ländern verpflichtend, indem diese
- die Unternehmen zur Anwendung der IFRS, in der vom IASB herausgegebenen Form, verpflichten,
- nationale Rechnungslegungsvorschriften den IFRS anpassen oder
- in einem Anerkennungsverfahren, Endorsement-Prozess, die einzelnen Standards und deren Änderung zur Anwendung durch die Unternehmen genehmigen.

In der Europäischen Union (EU) haben kapitalmarktorientierte Unternehmen für ihre Konzernabschlüsse die IFRS anzuwenden, die nach letztgenanntem Verfahren anerkannt wurden.
Neben den gesetzlichen Vorschriften sind bei der Rechnungslegung auch allgemein anerkannte Grundsätze zu beachten. In Deutschland und Österreich sind dies unter anderem die Grundsätze ordnungsgemäßer Buchführung bei Rechnungslegung nach dem HGB, die teilweise im HGB kodifiziert wurden.

### Rechnungslegungsvorschriften für Unternehmen in Deutschland
Die handelsrechtliche Rechnungslegung von Unternehmen ist in Deutschland im Wesentlichen im dritten Buch des Handelsgesetzbuches geregelt. Die dortigen Bilanzierungsvorschriften sind für Einzelabschlüsse zwingend anzuwenden, nicht jedoch für Konzernabschlüsse, wie unten dargestellt wird. Die gesetzlichen Vorschriften sollen die Rechnungslegung umfassend, jedoch mit einem hohen Abstraktionsgrad regeln. Neben den Vorschriften, die alle rechnungslegungspflichtigen Kaufleute anwenden müssen, beinhaltet das HGB Vorschriften, die nur für bestimmte Gruppen von Kaufleuten gelten. So gibt es Vorschriften für:
- Kapitalgesellschaften und ihnen gleichgestellte Personengesellschaften,
- Genossenschaften,
- Banken und
- Versicherungen.

Diese erweitern die allgemeinen Vorschriften um weitergehende Informationspflichten, die Einschränkung von Wahlrechten sowie spezielle Bilanzierungs- und Bewertungsvorschriften.
Neben der Information der Abschlussadressaten knüpft das deutsche Recht weitere Rechtsfolgen an den Einzelabschluss. So legt dieser den Rahmen für die Gewinnverwendung fest und dient aufgrund des Maßgeblichkeitsprinzips als Grundlage für die Steuerbilanz. Auch das Insolvenzrecht knüpft an den Einzelabschluss an.
Das Steuerrecht sieht neben der Ergebnisermittlung nach dem Verfahren der doppelten Buchführung für bestimmte, meist kleinere Unternehmen, eine Ergebnisermittlung mit Hilfe einer Einnahmenüberschussrechnung vor. Bei ersterem Verfahren dient der handelsrechtliche Einzelabschluss als Grundlage für die Steuerbilanz. Dieser ist jedoch aufgrund zahlreicher steuerbilanzieller Vorschriften zu modifizieren, so dass zahlreiche Unternehmen eine auf der Handelsbilanz basierende, eigenständige Steuerbilanz aufstellen.
Konzernabschlüsse kapitalmarktorientierter Mutterunternehmen müssen wie in allen anderen Ländern der EU nach den von der Europäischen Kommission anerkannten IFRS erstellt werden. Alle anderen Mutterunternehmen, die verpflichtet sind Konzernabschlüsse aufzustellen, können wählen, ob sie diese nach den IFRS oder den Vorschriften des Handelsgesetzbuches aufstellen. Für Konzernabschlüsse insbesondere für die, die nach Handelsrecht aufgestellt sind, sollen die Standards des Deutschen Rechnungslegungs Standards Committees beachtet werden. Diese interpretieren die Rechnungslegungsvorschriften und füllen Regelungslücken.
Erstellen Unternehmen neben dem Einzelabschluss nach deutschem Bilanzrecht einen Einzelabschluss nach IFRS, so können sie diesen nach § 325 Absatz 2a HGB anstelle des Abschlusses nach deutschem Bilanzrecht veröffentlichen.

### Rechnungslegungsvorschriften für Unternehmen in Österreich
In Österreich sind wesentliche Vorschriften zur handelsrechtlichen Rechnungslegung im Unternehmensgesetzbuch kodifiziert. Diese Vorschriften sind für Einzelabschlüsse zwingend anzuwenden. Für Konzernabschlüsse besteht analog zur Regelung in Deutschland eine Pflicht von kapitalmarktorientierten Mutterunternehmen die IFRS anzuwenden, während alle anderen Mutterunternehmen zwischen der Anwendung der IFRS oder einem Konzernabschluss nach den Vorschriften des Unternehmensgesetzbuches wählen können.
Das österreichische Bilanzrecht will mit gesetzlichen Vorschriften die Rechnungslegung umfassend, jedoch mit einem hohen Abstraktionsgrad regeln. Beim Inhalt der Bilanzierungs- und Bewertungsvorschriften gibt es große Übereinstimmungen zu den deutschen Vorschriften. Durch die im Jahr 2009 mit dem Bilanzrechtsmodernisierungsgesetz (BilMoG) vorgenommenen Veränderungen des deutschen Bilanzrechts haben sich die Unterschiede zum österreichischen Bilanzrecht vergrößert.

### Rechnungslegungsvorschriften für Unternehmen in der Schweiz
In der Schweiz muss die Rechnungslegung grundsätzlich nach Obligationenrecht (OR) erfolgen. Unternehmen, die an der Schweizer Börse, der SIX Swiss Exchange, im Domestic Standard und im Standard für Immobiliengesellschaften notiert sind, sowie Emittenten, welche ausschließlich Forderungsrechte (z. B. Anleihen) notiert haben, müssen ihre Konzern-, Jahres- und Zwischenabschlüsse nach den Fachempfehlungen zur Rechnungslegung (Swiss GAAP FER) aufstellen. Diese bestehen aus einem verpflichtend anzuwendenden Rahmenkonzept und mehreren Standards, die von der Fachkommission der Stiftung für Fachempfehlungen zur Rechnungslegung herausgegeben werden. Im Hauptsegment der SIX Swiss Exchange schreibt die Börse eine Rechnungslegung nach IFRS oder US-GAAP vor.

## Analyse der Rechnungslegung
Die veröffentlichten Dokumente der Rechnungslegung erhalten eine Vielzahl von Informationen. Für den Rechnungslegungsadressaten ist es notwendig, diese hinsichtlich seiner Informations- und Entscheidungsbedürfnisse zu interpretieren. Zur Analyse von Jahres- und Konzernabschlüssen, Jahresabschlussanalyse, wurden von der Betriebswirtschaftslehre zahlreiche Techniken und Methoden entwickelt. Dabei werden die Informationen innerhalb des Abschlusses des Unternehmens im Vergleich zu seinen Abschlüssen anderer Perioden und im Bezug zu Abschlüssen anderer Unternehmen analysiert. In einigen Fällen werden auch Vergleiche zu Plan- oder Erwartungsgrößen (Soll-Ist-Vergleich) durchgeführt. Die Analyse soll vor allem Aussagen darüber machen, welche Fähigkeit das Unternehmen hatte und zukünftig hat Zahlungen zu tätigen, welche Erfolge es erzielt hat und welche Potentiale es hat, noch Erfolge zu erzielen.

## Betriebswirtschaftlicher Untersuchungsgegenstand
Die Rechnungslegung ist ein Gegenstand betriebswirtschaftlicher Forschung und Lehre. So werden unter dem Begriff Bilanztheorie Untersuchungen und Diskussionen über den Inhalt und die Ausgestaltung des Jahresabschlusses zusammengefasst. In diesem Rahmen ist der Einfluss von Rechnungslegungsdaten auf das Entscheidungsverhalten von Rechnungslegern und Rechnungslegungsadressaten ein Untersuchungsgegenstand. Während die formelle Bilanztheorie den Inhalt der Bilanz und Erfolgsrechnung erklärt, formuliert die materielle Bilanztheorie Regeln für die Bilanzgestaltung. Ferner erklärt sie das tatsächliche Bilanzierungsverhalten. Die Ergebnisse der betriebswirtschaftlichen Forschung und Diskussion haben die Rechnungslegungsvorschriften, auch Bilanzrecht genannt, beeinflusst.